# نيكولا بوبيسكو
نيكولا بوبيسكو (بالرومانية: Nicolas Popescu)‏ هو لاعب كرة قدم روماني في مركز الوسط، ولد في 2 يناير 2003 في إسطنبول في تركيا. شارك مع منتخب رومانيا تحت 19 سنة لكرة القدم. أما مع النوادي، فقد لعب مع نادي فيتورول كونستانتا.

## وصلات خارجية
- نيكولا بوبيسكو على موقع قاعدة بيانات كرة القدم.إي يو (الإنجليزية)
- نيكولا بوبيسكو على موقع Soccerway.com (الإنجليزية)